# Собіслав Славникович
Собіслав Славникович (бл. 950—1004) — князь Білих хорватів, Моравський, Злічанський князь. Син князя Славника та княгині Стрежислави. Брат Адальберта Празького. Загинув під час боротьби проти польської агресії.
Рід Славниковичів був настільки ж могутнім, як і династія Пршемисловичів, через що останні підступно знищили його.

## Життєпис
Собіслав або Собібор був старшим з шести синів незалежного правителя моравів, злічан, дулібів та білих хорватів Славника, що карбував власну монету та протистояв північно-східним польським племенам та чеським князям Пршемисловичам. Мати — Стрежислава, що також була знатного князівського роду.

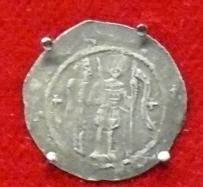
Срібний денар Собіслава

Після смерті батька 981 року став спадкоємцем його престолу та земель. У 981—995 роках у Малинському замку діяв монетний двір, де Собіслав чеканив власні денарії. Відомо два типи його монет: на старішій зображена каплиця з написом Любич. Другим видом була монета із зображенням орла, що нападає на жертву, на іншому боці була зображена рука з кинджалом, під якою містився напис Zobezlav. Загалом було викарбувано до 80 тисяч монет.
З 17 серпня 995 року взяв участь у поході імператора Оттона III проти північно-західних слов'янських племен язичників. Під час походу проти них князя застала звістка про захоплення його столиці Лібіце князем Болеславом II. 28 вересня 995 року після взяття Лібіце військами Болеслава II за сприяння роду вождів-язичників Вршовців, чотири брати князя Собіслава: Спитимир, Побраслав, Порей, Часлав та багато інших його рідних і прихильників були підступно вбиnі, а землі моравів та білих хорватів, на яких правив Собіслав були ключені до князівства Болеслава ІІ. Ймовірно, він отримав від князя місто Жнін разом із землями в Палуках.
Після цього князь Собіслав, разом з Адальбертом Празьким поїхали до свого зведеного брата архієпископа Гнєздинського Радима. Ймовірно, спочатку отримавши князівство Жнін разом із землями в Палуках. 999 року князь Болеслав ІІ помер і його син Болеслав ІІІ успадкував князівський трон. 

Того ж 999 року князь Болеслав I приєднав до Польщі Краківські та інші землі білих хорватів, які до захоплення їх Болеславом ІІ належали Славниковичам, а князем білих хорватів став Собіслав Славникович.
У березні 1003 року польський князь Болеслав І увійшов з армією до Праги і був зустрінутий тут як визволитель від тиранії князя Болеслава III. Польського князя в поході супроводжував Собіслав зі своїм військом, який сподівався, що Болеслав І посадить його на княжий престол, але він сам прийняв правління, і став князем Богемії і Моравії. Окупація Богемії значно збільшила розміри та могутність Польського князівства, проти чого виступив імператор Генріх II і вимагав від Болеслава І передати йому Богемію. Болеслав І відмовився, тоді Генріх ІІ у серпні 1004 року вторгся до Богемії з півночі зі своїм претендентом на Богемський князівський престол Яромиром.
Армія імператора атакувала Празький Град у ніч з 6 на 7 вересня 1004 року. Болеслав І у розгубленості відступив, а відступ польських військ прикривала дружина князя Собіслава. Під час битви князь Собіслав був убитий.